# Salda (přítok Tury)
Salda (rusky Салда) je řeka ve Sverdlovské oblasti v Rusku. Je dlouhá 182 km. Povodí řeky má rozlohu 3 670 km².

## Průběh toku
Pramení na svahu hory Blagodať a protéká bažinatou krajinou. Ústí zprava do Tury (povodí Obu).

## Vodní režim
Zdrojem vody jsou převážně sněhové srážky. Průměrný roční průtok vody ve vzdálenosti 36 km od ústí činí 13,4 m³/s. Zamrzá v říjnu až na začátku listopadu a rozmrzá v dubnu až na začátku května.
Průměrné měsíční průtoky řeky ve stanici Prokopievskaya Salda v letech 1937 až 1986: